# Hu Binyuan
Hu Binyuan (n. 7 noiembrie 1977, Shanghai, Republica Populară Chineză) este un trăgător de tir ce a reprezentat Republica Populară Chineză, medaliat olimpic. A participat la 4 ediții ale Jocurilor Olimpice (2004, 2008, 2012, 2016) în care a câștigat o medalie de bronz.